# Острів Петра I
О́стрів Петра́ I (норв. Peter I Øy) — ненаселений вулканічний острів у морі Беллінсгаузена, майже повністю вкритий льодом. Розташований на відстані 450 км на північний схід від Берега Ейтса, що в Західній Антарктиді. Острів належить  Норвегії, згідно із законодавством котрої він спільно із Землею Королеви Мод і островом Буве складають залежні території цієї держави в арктичному та субарктичному регіонах. Площа острова становить 154 км², він простягається на 19 км у довжину, й 11 км в ширину. Найвища точка — Пік Ларса Крістенсена (1640 метрів). Острів Петра I оточений дрейфівним льодом та вкритий льодовиком, що робить його недоступним протягом майже цілого року. Тут мешкають лише птахи й тюлені.
Острів відкрили під час російської експедиції під командуванням Фабіана Готтліба фон Беллінсгаузена, який назвав його на честь Петра I Олексійовича. Суцільний лід, що вкривав море, унеможливив висадку екіпажу. Вперше людська нога ступила на нього 2 лютого 1929 року, коли експедиція Ларса Крістенсена на кораблі Norvegia, очолювана Нільсом Ларсеном і Ола Олстадом, досягла своєї мети. Вони оголосили острів володінням Норвегії, котра підтвердила це у 1931 та долучила до своїх володінь у 1933. 23 червня 1961 року острів Петра I потрапив під дію Договору про Антарктику. З 1987 року на ньому працює автоматична метеорологічна станція. Острів часто відвідують, переважно з туристичною метою.

## Історія
Вперше острів Петра I побачив 21 січня 1821 року Фабіан Готтліб фон Беллінсгаузен, котрий командував шлюпами Восток і Мирний під прапором Російської імперії. Він назвав острів на честь Петра I. Дрейф льоду внеможливив намагання Беллінсгаузена підійти ближче, аніж на 25 кілометрів до острова. Це була перша земля, помічена на південь від полярного кола, і, таким чином, найпівденніша земля на час відкриття. У січні 1910 року французька експедиція на чолі з Жаном-Батистом Шарко і його кораблем Пуркуа Па підтвердила відкриття Беллінсгаузена, але вони також не зійшли на берег, зробивши зупинку на відстані 5 кілометрів від острова.

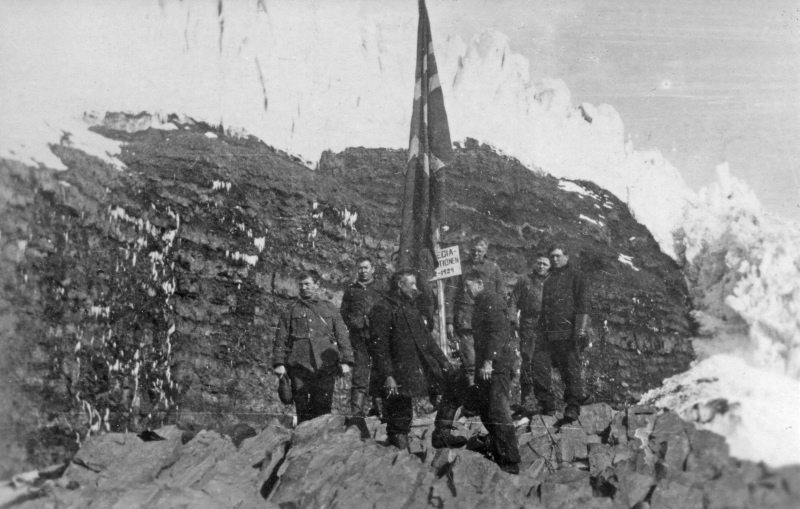
Перші дослідники у 1929 році.

У 1926 і 1927 роках норвежець Ейвінд Тофте обійшов і оглянув острів на Odd I. Однак, він також не висадився. Власник норвезького китобійного корабля Ларс Крістенсен фінансував декілька експедицій у Антарктику, зокрема, для дослідження земель для Норвегії. Це було викликано британським оподаткуванням китобійних станцій в Антарктиці, і Крістенсен сподівався, що зможе заснувати норвезьку станцію аби отримати привілеї і заробити податки для своєї рідної країни. Перша експедиція на острові була другою експедицією Крістенсена на кораблі Norvegia, очолювана Нільсом Ларсеном і Ола Олстадом. Вони зійшли на берег 2 лютого 1929 року й оголосили, що острів є володінням Норвегії. Ларсен спробував повернутися 1931 року, але йому стали на заваді льодовики. 6 березня 1931 року Норвезька королівська прокламація оголосила норвезький суверенітет і 23 березня 1933 острів був оголошений залежним.
Наступні відвідини сталися 10 лютого 1948 року. То був корабель Ларсена Brategg. Біологічні, геологічні та гідрографічні дослідження тривали протягом трьох днів. Експедиція побудувала хатинку і залишила всередині копію суверенітетнього  документу. 23 червня 1961 року острів Петра I був включений до Договору про Антарктику, підписаного Норвегією 1959 року. Відтоді відбулося декілька туристичних експедицій та наукових досліджень.
1987 року п'ять вчених Норвезького полярного інституту пробули на острові одинадцять днів. Вони склали точну карту острова, провели морські, геологічні, біологічні та інші дослідження. Команда також побудувала автоматичну метеостанцію. Три радіоекспедиції були відправлені на острів у 1987, 1994 і 2006 роках. Станом на 2005 рік на острові Петра I побувало приблизно 600 людей. 2004 року тут була проголошена Вестарктика.

## Географія

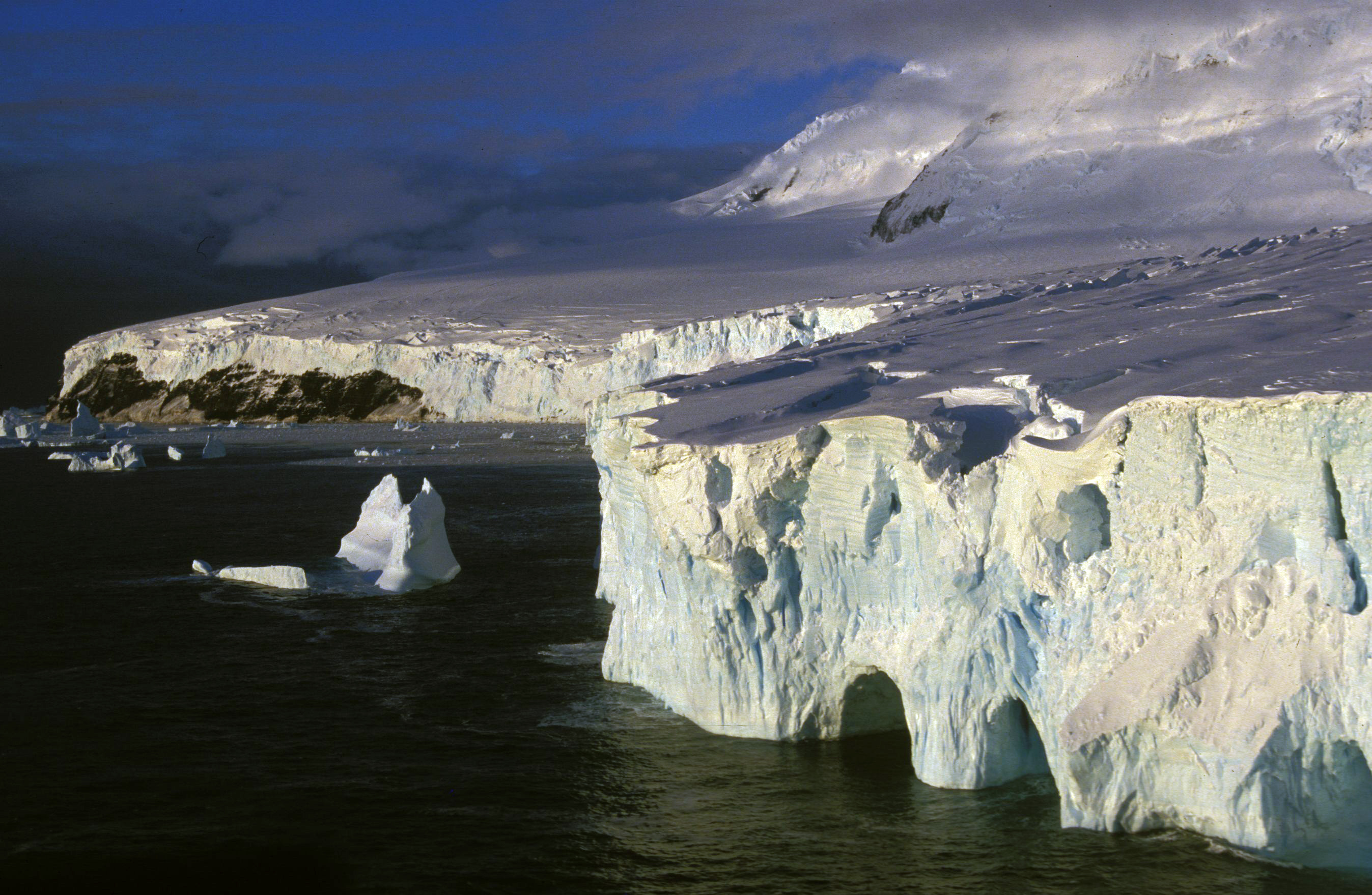
Берегова лінія у 1994 році.

Острів Петра I це вулканічний острів, розташований на відстані 450 км від Землі Елсворта континентальної Антарктиди. Його площа становить 154 км². Острів майже повністю вкритий льодовиком, який займає близько 95 % поверхні.
Острів оточує 40-метровий лід і прямовисні скелі. Довгі ділянки криги доповнюються оголеннями гірських порід. Висадка можлива тільки в короткий літній період і лише в трьох місцях. Це майданчики на західному боці (мис Інгрід), на півострові, який розділяє затоки Норвегія і Саннефіорд. На мисі є вузькі смуги пляжу, які підходять для висадки. На пляжі в затоці Норвегія є природна арка Тсарпортен (шириною 4 метри). На західній стороні є плато, у той час як північний і південний береги оточені шельфовими льодовиками. Східний бік найкрутіший, із двома скелями.
Острів це щитовий вулкан, хоча й не відомо, активний він, чи ні. Пік Ларса Крістенсена являє собою круговий кратер завширшки 100 метрів. Його висота 1640 метрів, названо його на честь Ларса Крістенсена.

## Природа
Острівний клімат дуже суворий, із сильними вітрами й низькими температурами. Часті снігопади є причиною бідної рослинності, яка представлена виключно мохами та лишайниками. На острові мешкає кілька видів морських птахів, зокрема південні фульмари, океанники Вільсона й антарктичні крячки. Пінгвіни Аделі, антарктичні та інші пінгвіни зрідка відвідують острів, утім, тут численні ластоногі, з яких особливо поширені крабоїди, морські леопарди, менше — південні морські слони.

## Політика

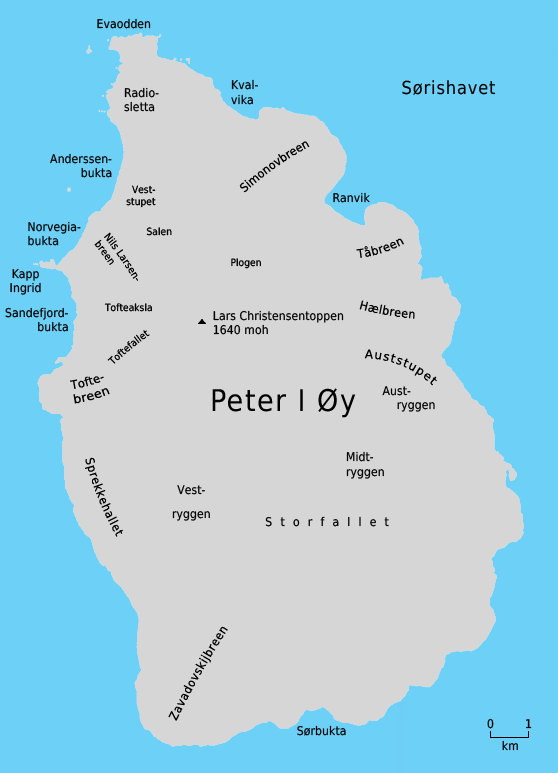
Мапа острова

Острів Петра I — одна з двох територій, на які належать Норвегії в Антарктиці (інша — Земля Королеви Мод). Острів Петра I — єдина претензія між 90° і 150° західної довготи, а також єдина, яка не є сектором. Острів уключено до Договору про Антарктику, яким забезпечується вільний доступ на нього з науковою метою, а використання обмежене лише з мирною метою. Норвегія, Австралія, Франція, Нова Зеландія і Велика Британія взаємно визнають претензії одне одного в Антарктиді.
Норвезька адміністрація острова здійснюється відділом Полярних справ Міністерства юстиції та громадської безпеки, розташованого в Осло. Належність острова регулюється Законом про Залежності від 24 березня 1933 року. Він встановлює, що норвезьке кримінальне право, приватне право і процесуальне законодавство застосовується до острова на додаток до інших законів, котрі явно вказують, що вони чинні на острові. Він також встановлює, що вся земля належить державі, і забороняє ядерні вибухи та зберігання ядерних продуктів.
Згідно норвезького закону від 5 травня 1995 року вся діяльність норвезьких громадян на острові має відповідати міжнародному праву щодо навколишнього середовища в Антарктиці. Усі норвезькі громадяни, які планують відвідини острова, мають повідомити Норвезький полярний інститут, який може заборонити невідповідну діяльність.